# 小行星6455
小行星6455（英語：6455）是一颗围绕太阳公转的小行星。1992年4月25日，罗伯特·H·麦克诺特在赛丁泉山发现了此天体。
这颗小行星的绝对星等为262.595158845871等。